# カール5世騎馬像
『カール5世騎馬像』（カール5せいきばぞう、伊: Ritratto di Carlo V a cavallo, 英: Equestrian Portrait of Charles V）、または『ミュールベルクのカール5世』（ミュールベルクのカール5せい、英: Charles V at Mühlberg）は、イタリア・盛期ルネサンスのヴェネツィア派の巨匠、ティツィアーノ・ヴェチェッリオによるカンヴァス上の油彩画である。ティツィアーノがアウクスブルクの神聖ローマ帝国の宮廷にいた1548年4月から9月の間に制作された。この作品は、1547年4月のミュールベルクのプロテスタント軍との戦いで勝利した後の神聖ローマ皇帝カール5世へのオマージュである。ティツィアーノは実際の戦闘で使用されたものを利用して、前景にあるすべての要素（馬、その馬衣、および皇帝の鎧）を描いた。鎧と馬具の両方が現存しており、マドリードの王宮に所蔵されている作品はスペイン王室のコレクションに由来し、1827年以来マドリードのプラド美術館に所蔵されている。なお、画面下半分は、1734年のアルカサル (旧王宮) の火災の際に大きな損傷を受けている。

## 委嘱

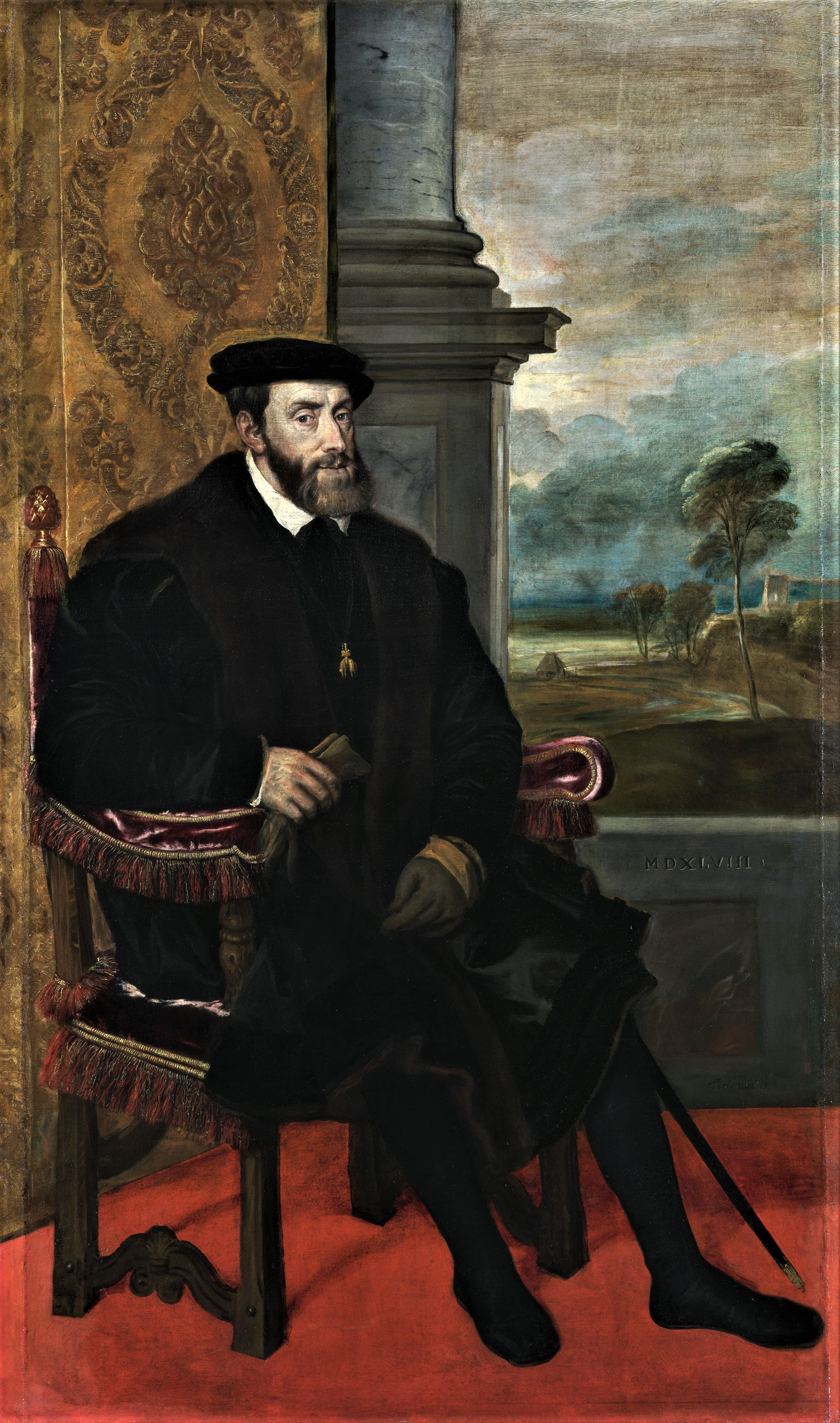
ティツィアーノが『カール5世騎馬像』と同じ時期に描いた『カール5世座像』(1548年)、アルテ・ピナコテーク、ミュンヘン

ティツィアーノが国際的名声を確立したのは、時代の最大の政治的権力者カール5世を格別に親密な庇護者として持ったことによっている。画家が皇帝と最初に合うのは、1530年に皇帝がクレメンス7世 (ローマ教皇) と会見した時であるが、その後、画家はカール5世がイタリアを訪れる度にボローニャ (1533年、皇帝から騎士の称号を受けた) やフェラーラ (1543年) に赴いて関係を深め、また帝国議会のあるアウクスブルクに2度にわたって (1548年、1550-1551年) 滞在して、皇帝のために絵画を制作した。
この肖像画は、カール5世の妹であったマリア・フォン・エスターライヒ（オーストリアのマリア、ハンガリー女王）から依頼され、カール5世は、自身をどのように描いてもらいたいかを指示した。皇帝は、他者にどのように見られるかを決定する際の、肖像画の重要性を非常に認識しており、画家としてのティツィアーノの熟練した技量だけでなく、皇帝を支配者として提示する手法をも高く評価していた。
現在、ミュンヘンのアルテ・ピナコテークにある『カール5世座像』の最上のバージョンは、ティツィアーノの同時期の訪問中に描かれた。画家はカール5世を個人的に知るようになり、その時期までに皇帝の他の肖像画をすでに描いていた。非常に知性のあったティツィアーノは、機知に富み、ユーモアがあり、気安い人物であった。本作品の制作時までに画家はカール5世との間に親密な友情関係を築いていたので、皇帝の廷臣たちは身分の低いティツィアーノが皇帝の信頼を得たことに不安を抱いていた。アウクスブルクにいる間、ティツィアーノはカール5世自身の住居に近い場所に住居を与えられ、皇帝に簡単に近づき、頻繁に会うことができた。

## 概要

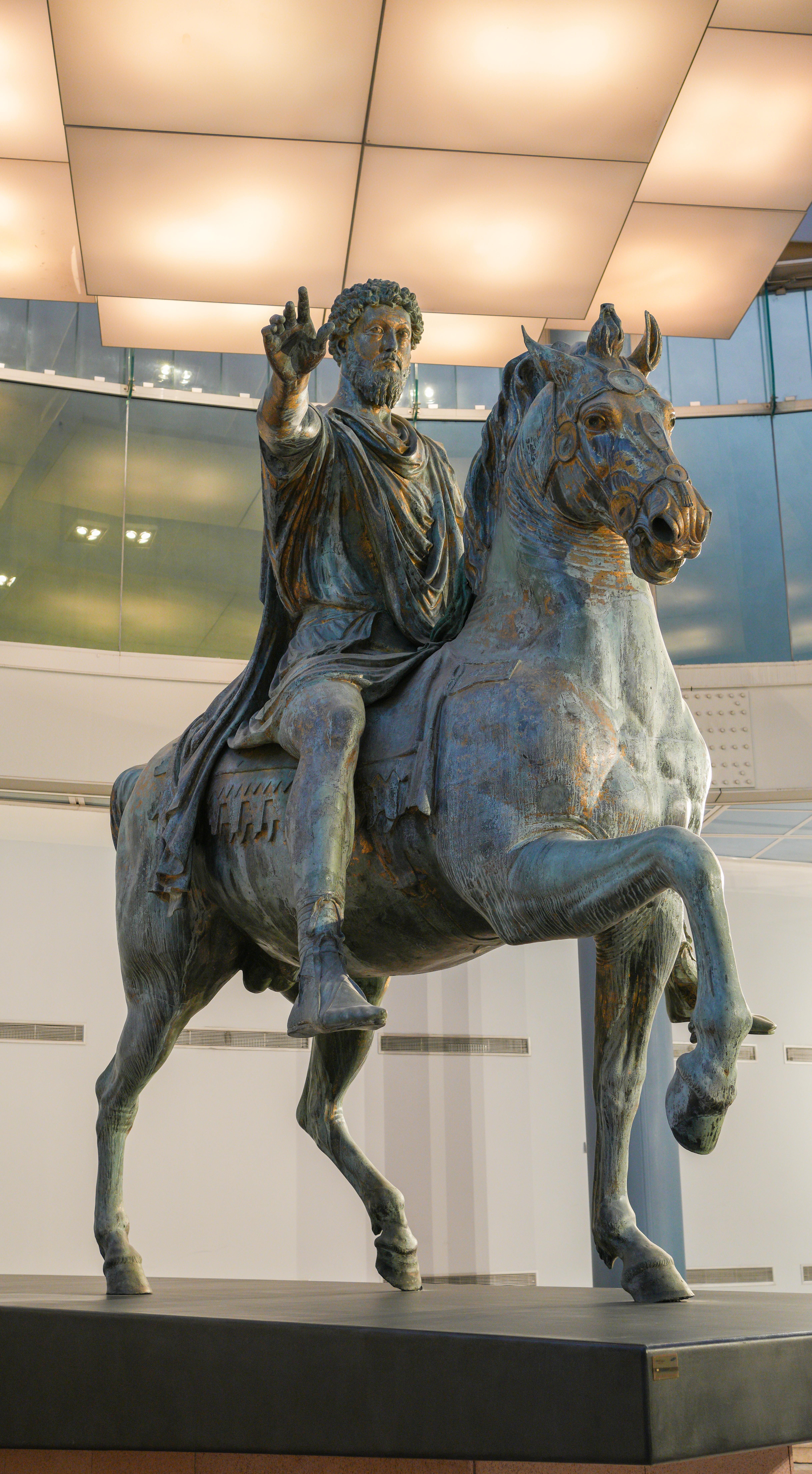
『マルクス・アウレリウス騎馬像』 (紀元前175年ごろ設置)、カピトリーノ美術館、ローマ

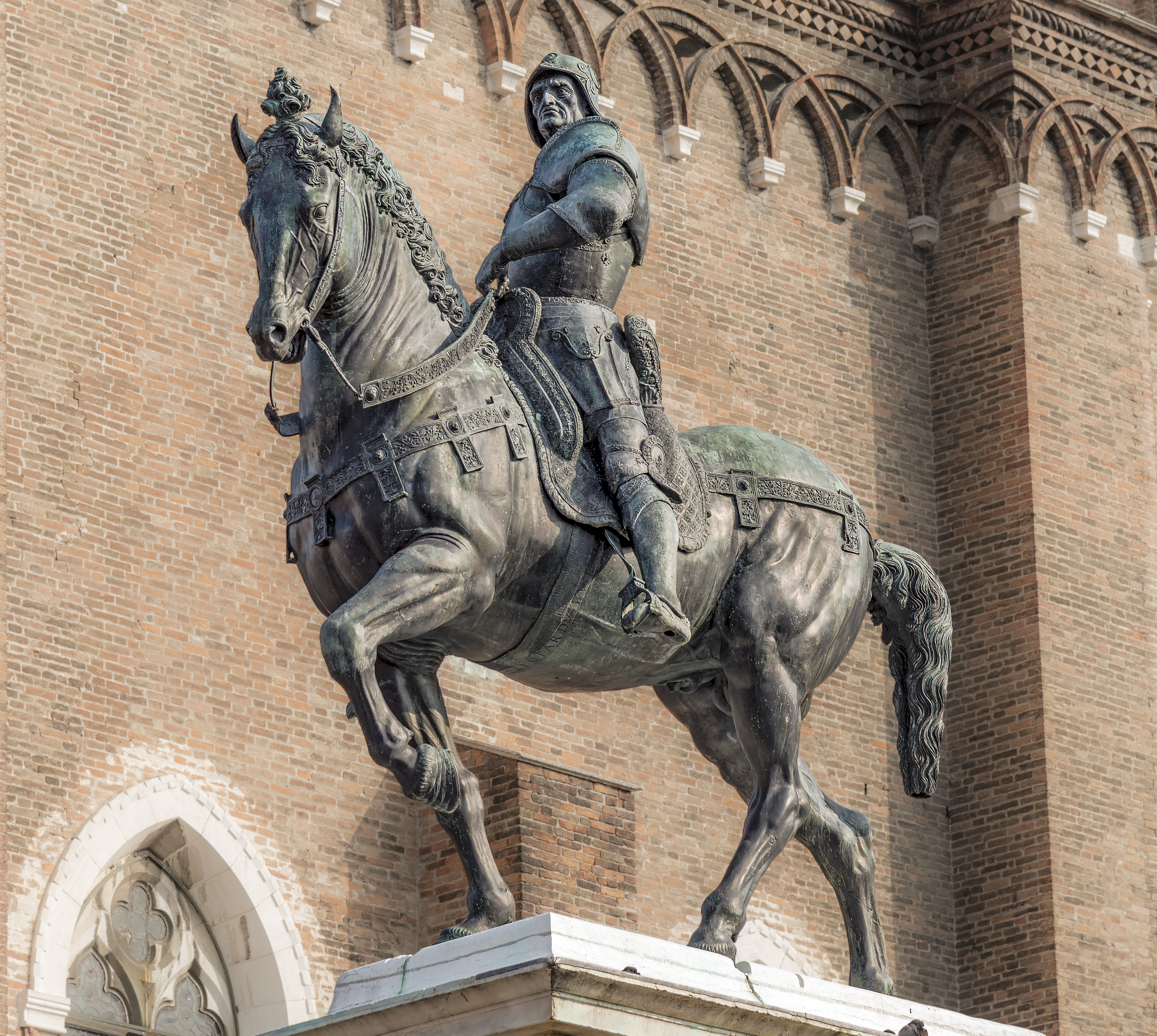
アンドレア・デル・ヴェロッキオ 『バルトロメオ・コッレオーニ騎馬像』 (1480-1488年)、 サンティ・ジョヴァンニ・エ・パオロ広場、ヴェネツィア

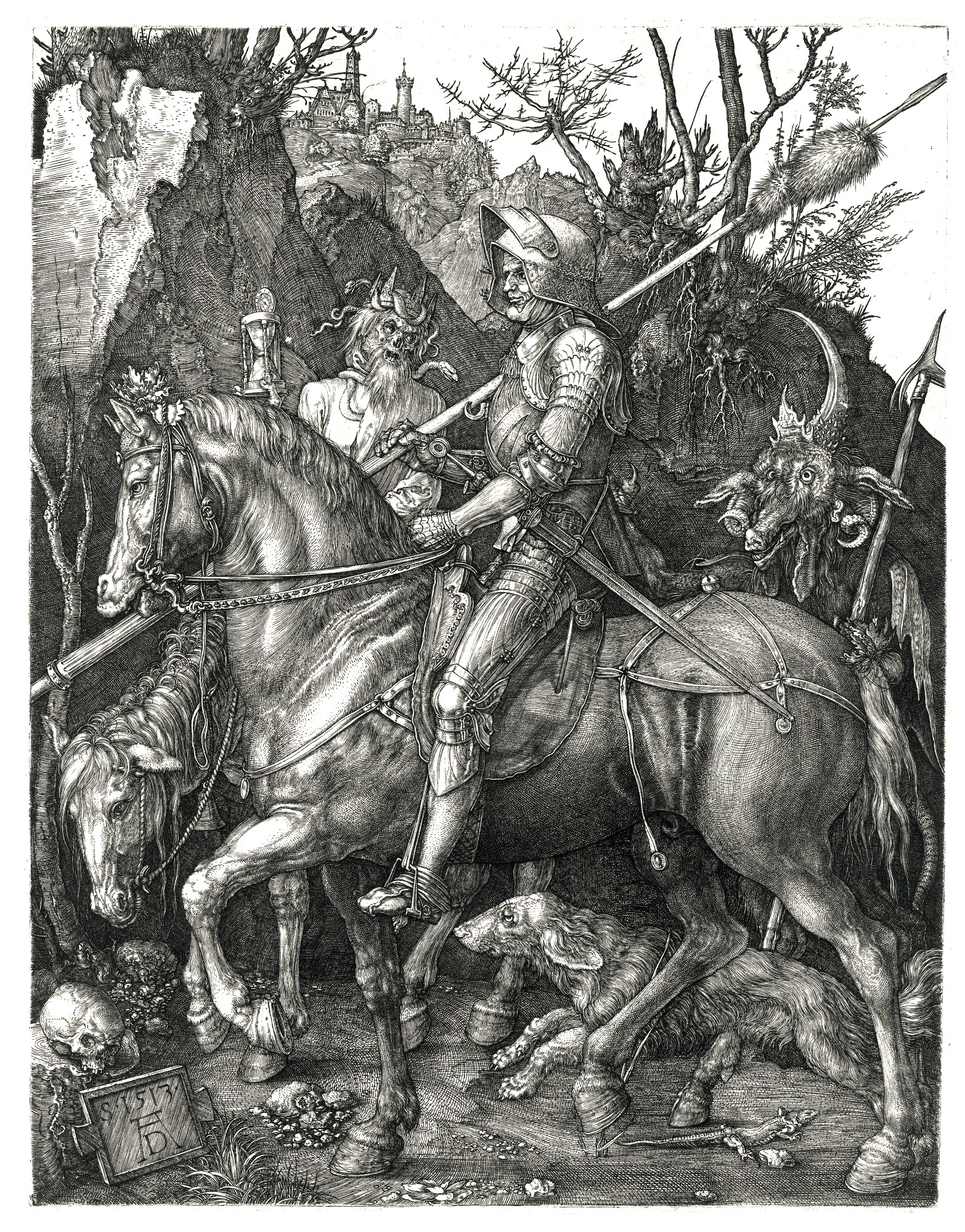
アルブレヒト・デューラーの銅版画『騎士と死と悪魔』（1513年）

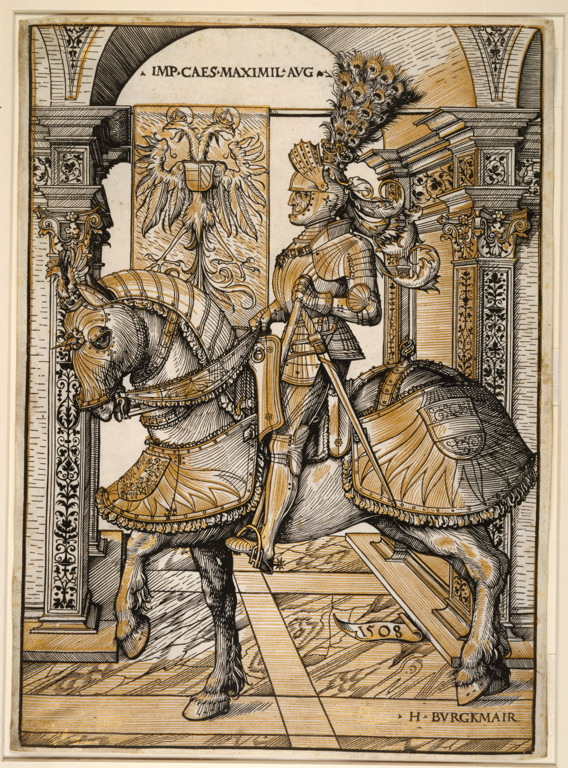
マクシミリアン1世 (神聖ローマ皇帝)を描いたハンス・ブルクマイアーの木版画（1508年）

絵画には多数の様式が混在している。鎧や馬具などの事物はティツィアーノの初期作品のリアリズムを示している。一方、木々、風景、空は、1540年代以降の画家の作品に見られる幅広い色彩と大胆な筆遣いで造形されている。図像学的要素はごくわずかであるが 、存在していないわけではない。ティツィアーノが肖像を描いた同時代の作家ピエトロ・アレティーノは、本作に宗教と名声に関する伝統的な寓意像を取り入れるよう画家に提言した。ティツィアーノはそうした寓意像を一切退けているものの、槍は「軍隊の騎士の伝統的なイメージ」の規範である聖ゲオルギオスを暗示しており、カール5世の兜、サッシュ、馬衣の赤色は、16世紀の戦争おけるカトリックの信仰を表している。
ティツィアーノは鮮やかな赤色を描こうという熱意があったので、ヴェネツィアからアウクスブルクに0.5ポンドの深紅の顔料を運んでもらうように要求した。画家は顔料について、「燃えているようで、とても素晴らしい...ベルベットとシルクの深紅色も美しく見えなくなるだろう」と考えていたことを明らかにしている。
本作のような騎馬像はイタリアの絵画には前例がない。ティツィアーノは、おそらく古代ローマのマルクス・アウレリウス騎馬像 (カピトリーノ美術館、ローマ) やルネサンス期のアンドレア・デル・ヴェロッキオの『バルトロメオ・コッレオ―ニ騎馬像』 (サンティ・ジョヴァンニ・エ・パオロ広場、ヴェネツィア) などの彫刻作品、およびドイツのハンス・ブルクマイアーによる木版画、そしてデューラーによる1513年の『騎士と死と悪魔』の銅版画などの資料を拠り所にしている。しかし、ティツィアーノは、前脚の一本が持ち上げられた馬に乗った騎手の伝統的な扱い（以下の古代ローマとルネサンスの作品に見られるように）とは袂を分かっている。馬はわずかに後方にのけ反りつつ、後ろ脚だけが地面に触れているが、ゆっくりとした足取りで進み出ているのかもしれない。一方、カール5世は手綱を軽く握り、直立した状態であり、それは皇帝の馬裁きの巧みさをほのめかしているのである。デューラーの版画の影響はわずかである。デューラーの騎士は暗い森を駆け抜け、豚の鼻を持つ悪魔や蒼白な馬に乗った「死」など、悪と死を表す人物を追い越していく。対照的に、カール5世は陰気な風景である暗い森から開けた場所に出てきている。
本作品のもたらす衝撃性は、その直接性と内包されている活力の印象を部分的な拠り所にしている。馬の力は適切に抑制されているように見え、カール5世の鮮やかに輝く鎧と絵画の深紅色は戦闘と英雄的行為を想起させる。彼は「キリスト教の戦士」、「カトリックの守護者」として表されているが、ヒュー・トレヴァー＝ローパーによれば、皇帝は「勝利に歓喜していない。落ち着いていて、抑制されていて、思慮深いが、穏やかである」。
ティツィアーノは、自身が知っていた皇帝の年齢と身体的な虚弱さ、そして力強く、意思の強い、ダイナミックなリーダーとしての皇帝の名声との間に緊張関係を作り出している。それはカール5世を英雄的に描写しているということにより非常に明白であるが、戦闘の兆候のない穏やかな夜明けという場面設定をし、その中に皇帝を登場させている。皇帝は痛風に苦しんでいて、実際には輿に乗せられて、戦場に運ばれた。その脆弱性は、暗い頭上の雲、疲れた表情、突顎（下顎が上顎の線を超えて突き出ている）によって示されているとはいえ、それらは皇帝の強い決意を伝えるために逆手に取られている。ティツィアーノは皇帝の背後にある暗い色で塗られた木、一面に曇った空、皇帝の冷静で、しかし鋼のような、遠くを見つめる視線を通して、安定感と制御感を描き出している。
カール5世と馬が開けた土地に到着したときの槍と突進する馬の描かれている角度によって、前進している印象が示されている。空もカール5世の勝利に共鳴しているが、風景と同様に暗い色調も含まれている。空の情景はティツィアーノの最高傑作と見なされており、「燃えるようで、影に満ちている。金色の光が青い不吉な雲と戦っている。風景は、カール5世が支配する広大な領土と、陰気な魂の心象風景を示唆している」。

## 影響
後の多くの君主と支配者の騎馬肖像は、ティツィアーノのカール5世の描写に負っていることを示している。非常に明白でよく知られている作品の例として、アンソニー・ヴァン・ダイクが1620年に制作した、ティツィアーノの理想的表現を多く取り入れている『チャールズ1世騎馬像』が挙げられる。ゴヤの1812年の『ウェリントン公爵騎馬像』はティツィアーノの作品をより発展させたものである。ゴヤの作品は英雄的な感覚を取り除き、馬に比べて小さめで、周囲の風景にほとんど圧倒され、暗い空の景色に向かって突進する、縮小され、孤立した人物を提示している。

## ギャラリー

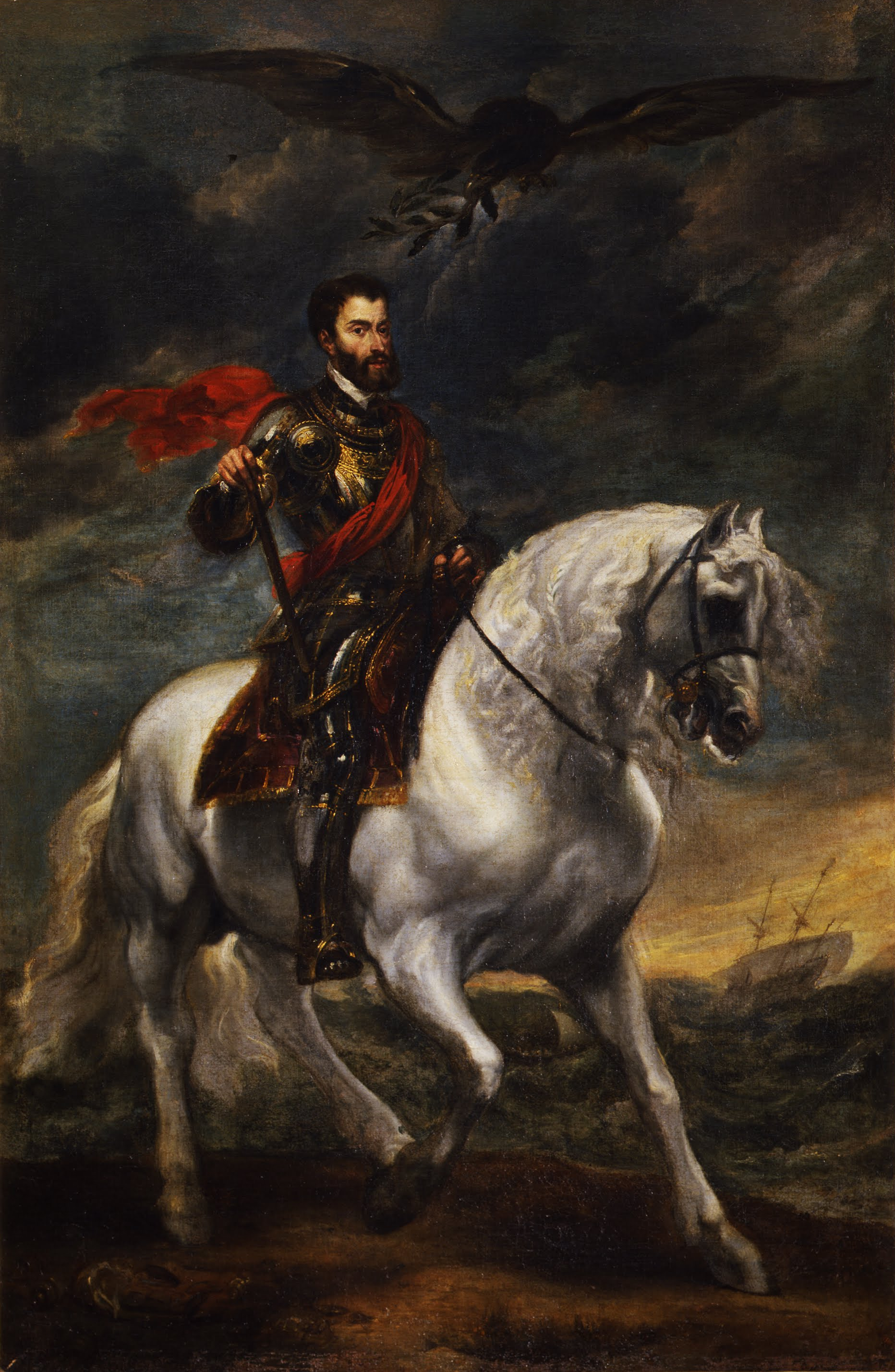
後のバロック期における同主題作。アンソニー・ヴァン・ダイク『カール5世騎馬像』(1620年）
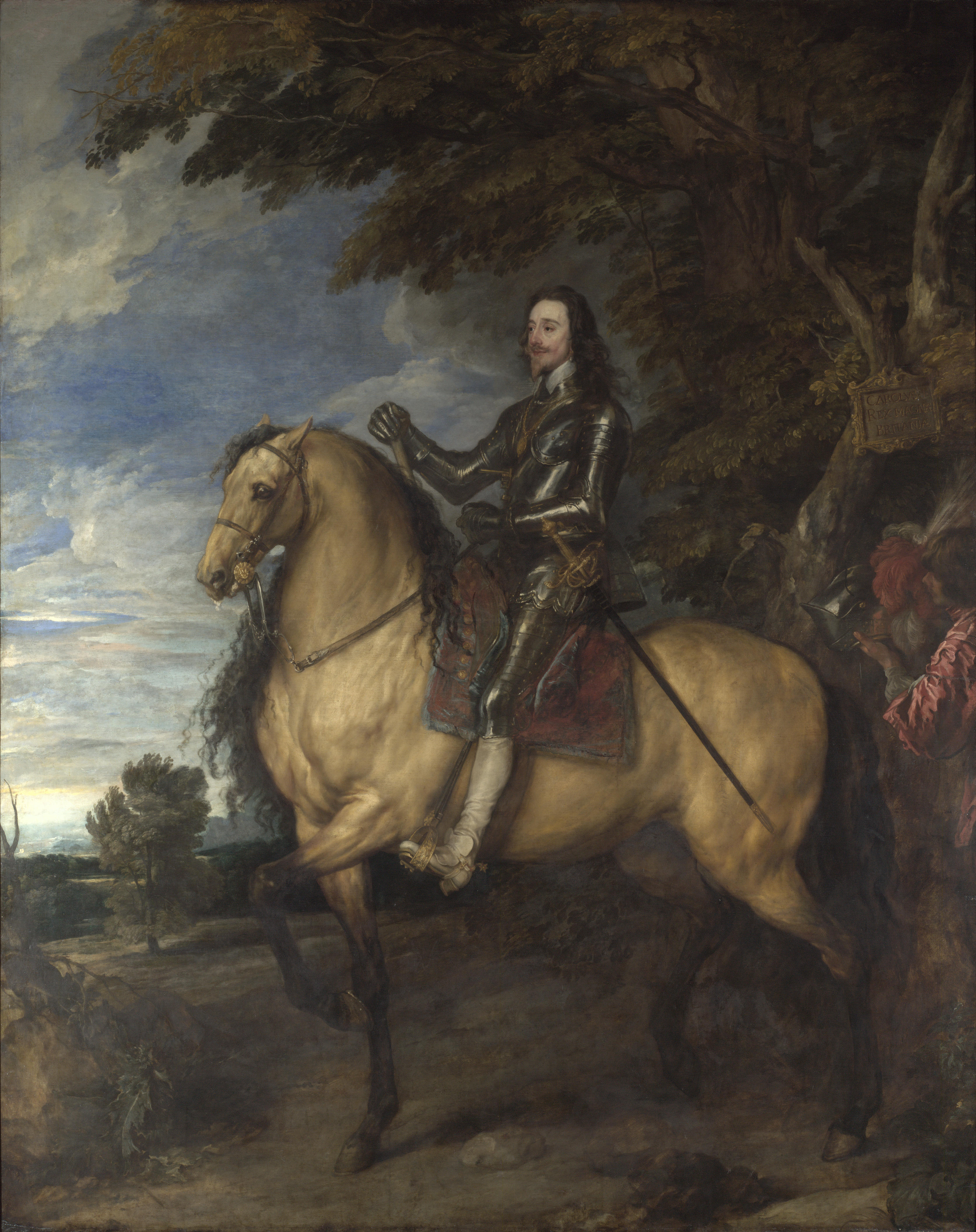
アンソニー・ヴァン・ダイク『チャールズ1世騎馬像』 (1637–38年ごろ)、ナショナル・ギャラリー (ロンドン)
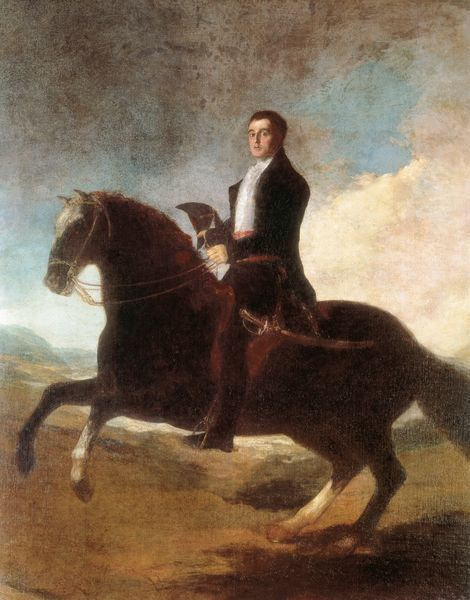
フランシスコ・デ・ゴヤ『ウェリントン公爵騎馬像』 (1812年)、アプスリー・ハウス、ロンドン